# Manuel Salcedo
Manuel Salcedo (16?? - 17??), militar y político español, brigadier de los reales ejércitos y caballero de la Orden de Santiago que fue gobernador y capitán general de Yucatán en el virreinato de Nueva España, durante el reinado de Felipe V de España.

## Datos históricos de su gestión en Yucatán
Según el historiador Juan Francisco Molina Solís, Manuel Salcedo era:

..hombre entrado en días, militar brusco, activo, severo en el cumplimiento del deber, enemigo de intrigas y chismes, honradísimo, pero de genio crédulo y cándido, especialmente con los amigos que ganaban su confianza. Su ideal era servir al rey con toda fidelidad y exactitud y resguardar las costas de la la península, contra los embates de los enemigos de España mediante un buen sistema de defensa....

Durante la administración de Manuel Salcedo se volvió a poner en vigor, por cédula real, el trabajo personal de los indios mayas en beneficio de los encomenderos y de los criollos españoles.
Le tocó también la tarea de luchar, infructuosamente, contra la recuperación que hicieron los ingleses de los territorios al oriente de la península, en la desembocadura del río Walix (también Wallace). Para ello envió una goleta y piraguas con objeto de desalojar a los pobladortes ingleses que comerciaban con el palo de tinte de la región y las maderas preciosas que de ahí se extraían para enviarse hacia Inglaterra. Se encontró con que los colonos contaban con fuerzas superiores a las que él había enviado y con las que a esa fecha Yucatán contaba. En su informe al rey, señaló que le resultaría imposible de esa forma lograr el propósito de evacuar a los enemigos y de mantenerlos alejados, a menos de que se construyera una fortaleza con guarnición permanente a la entrada del río, por lo que pedía recursos y armas suficientes para el cometido.
Manuel Salcedo mandó construir cuarteles en el puerto de Campeche para reforzar la plaza. También construyó una avenida en Bacalar para mejorar la situación defensiva de la localidad. Durante su gestión recibió la noticia de la declaración de guerra entre España e Inglaterra y en base al riesgo que ello implicaba para la península de Yucatán, cambió la sede del gobierno de Mérida a San Francisco de Campeche a fin de estar preparado para la eventualidad de una invasión que no ocurrió.
Terminó su gestión en Yucatán en marzo de 1743.